# 狭叶链珠藤
狭叶链珠藤（学名：Alyxia schlechteri）为夹竹桃科念珠藤属的植物，是中国的特有植物。分布在中国大陆的广西、贵州、云南等地，生长于海拔700米至1,150米的地区，常生于山地疏林中以及灌木丛中，目前尚未由人工引种栽培。

## 异名
- Alyxia schlechteri Levl. var. salicifolia P. T. Li